# Teatro Lota
El Teatro Lota es una sala de espectáculos ubicada en la avenida Carlos Cousiño de Lota Alto, en la comuna de Lota, Región del Biobío, Chile.

## Historia
Fue encargado por la Compañía Carbonífera e Industrial de Lota en 1944 al arquitecto Eduardo Knockaert, y construido en un estilo art déco.
El teatro funcionó como sala para espectáculos escénicos, cine y conciertos, además de ser un centro comunitario y sede de una iglesia pentecostal. De forma progresiva quedó en desuso hasta 1997, cuando se cerraron las minas del carbón de la zona, y pasó a manos de la municipalidad.
Se planificó su restauración bajo la tutela de la municipalidad, pero el terremoto de 2010 dejó aún más dañado el edificio. En 2018 comenzó su recuperación definitiva, parte del plan de recuperación de Lota con financiamiento por parte de la municipalidad, que se espera que esté lista en julio de 2019.
Las obras de recuperación consistieron en el cambio de la estructura y cubierta de la techumbre, que permitió renovar las propiedades acústicas. Además, se instalaron nuevas butacas, y se cambió la losa y muros perimetrales.
En diciembre de 2022 termino de ser reconstruido, siendo abierto por la municipalidad para el uso de todo tipo de eventos